# Leskia pellucens
Leskia pellucens là một loài ruồi trong họ Tachinidae.